# Claude Thélot
Pour les articles homonymes, voir Thélot.
Claude Thélot, né le 10 avril 1947 à Paris, est un haut fonctionnaire et un sociologue français.

## Biographie
Ancien élève de l'École Polytechnique (promotion X1965) et de l'ENSAE, administrateur de l'Insee, il a exercé des responsabilités au sein de l'Insee, notamment comme chef du service des études régionales de la direction régionale de Pays de la Loire, rédacteur en chef de la revue nationale de l'Insee Économie et Statistique, et chef de la division Emploi. Il a été nommé en 1990 directeur d'administration centrale au Ministère chargé de l'Éducation nationale et de l'Enseignement supérieur, où il était responsable de l'évaluation et des statistiques, avant d'être nommé conseiller-maître à la Cour des Comptes (1998). Il y a été trois ans de suite, de 1998 à 2000, responsable du rapport annuel de la Cour des comptes sur la Sécurité sociale.
C'est en 1982 qu'il publia son premier livre, Tel père, tel fils ?, étude de la mobilité sociale en France. Lorsqu'il était en poste à Nantes, ses contacts avec le jeune François de Singly, alors assistant en sociologie, ont été l'occasion de plusieurs collaborations dont un ouvrage co-signé, Gens du Privé, Gens du Public (1989).
À la suite de ses responsabilités au ministère de l'Éducation,il a publié plusieurs ouvrages et a été professeur associé d'économie de l'éducation à l'université Paris Descartes, de 1993 à 2002.
Il a présidé différents conseils d'analyse et de réflexion, en particulier le Haut Conseil de l’évaluation de l’école, placé auprès du ministre de l'éducation, de la mi-2000 à début 2003, et été vice-président du Haut Conseil de la population et de la famille, présidé par le président de la République, Jacques Chirac, de la mi-1999 à début 2003.
Il a été le président de Commission du débat national sur l’avenir de l’École qui a travaillé de la mi-2003 à la fin 2004. Cette commission a été chargée d'organiser et de faire la synthèse du grand débat national public sur l'avenir de l'école, voulu par Luc Ferry et Xavier Darcos. La synthèse des débats, remise au ministre de l'Éducation  en avril 2004 et le « rapport Thélot », remis au Premier ministre le 12 octobre 2004, avaient été commandés pour alimenter la réflexion sur une nouvelle loi d'orientation sur l'École. Ce fut la « loi Fillon » d'avril 2005.
À la demande du gouvernement calédonien, il a refait la même démarche en Nouvelle-Calédonie d'avril 2010 à avril 2011 : Grand débat sur l'École, miroir du débat, recommandations de politique éducative.
Claude Thélot est à la retraite depuis octobre 2007.
Il continue à assurer des conférences, et à écrire des articles et des ouvrages sur la politique éducative et sur la société française en général. Il a publié par ailleurs plusieurs ouvrages hors du champ de l'économie ou de la sociologie : un essai sur le théologien jésuite François Varillon (2011) ; sous le pseudonyme de Jean de la Fougère un portrait acéré du monde politique français, Les Jeux du Pouvoir (2011) ; deux livres de réflexion sur notre temps, Choisir sa vie-Déchiffrer notre époque (2018) et Jalons pour comprendre notre temps (2019).

## Ouvrages
- Tel père, tel fils ? Position sociale et origine familiale (Dunod, 1982; réédité dans la collection Hachette Littérature en 2004)
- Gens du privé, gens du public. La grande différence, avec François de Singly, (Dunod, 1989)
- Deux siècles de travail en France. Population active et structure sociale, durée et productivité du travail de 1800 à 1890, avec Olivier Marchand (Insee, 1991)
- L’Évaluation du système éducatif (Nathan, 1994)
- Le Travail en France, 1800-2000, avec Olivier Marchand (Nathan, 1997)
- Politique familiale : bilan et perspectives, avec Michel Villac (La Documentation française, 1998)
- Réussir l’école. Pour une politique éducative, avec Philippe Joutard (Seuil, 1999)
- Les Écrivains français racontent l’École. 100 textes essentiels (Delagrave et Maisonneuve & Larose, 2001)
- L’Origine des génies (Seuil, 2003)
- Débattre pour réformer. L'exemple de l'École (Dunod, 2005)
- Que vaut l'enseignement en France? avec Christian Forestier et Jean-Claude Emin (Stock, 2007)
- Anthologie de la littérature française sur la famille (Le Cherche midi, 2008)
- Sous le pseudonyme de Jean de la Fougère : Les Jeux du Pouvoir. Portraits, mœurs et vanités politiques (Éditions de l'Atelier, 2011)
- François Varillon, éveilleur spirituel  (Éditions de l'Atelier, 2011), extraits en ligne
- Les maximes éducatives et la politique qu'elles dessinent (Fabert, 2014)
- Choisir sa vie-Déchiffrer notre époque. Les suggestions profanes de la Bible  (Éditions Lazare et Capucine, 2018)
- Jalons pour comprendre notre temps. Démocratie, Éducation, Société (Éditions Lazare et Capucine, 2019)
- Les rênes intérieures (publié par l'auteur, 2020)
- Réexamen de la mobilité sociale sous le Premier Empire (ouvrage formant le numéro 2020/3 (38) de la revue en ligne "Napoleonica.La Revue", du site Napoleonica de la Fondation Napoléon, 2021)
- Moi, libre et roi Dialogue sur l'estuaire (Éditions Lazare et Capucine, 2021)

*''Radioscopie du pouvoir'' ( Éditions Lazare et Capucine, 2022)
*''Et pourtant, j'y crois...! Religion, Science, Infox' ' (Éditions Lazare et Capucine, 2022)
Édition d'ouvrages
- Les ménages (coordonné avec P. L'Hardy). Mélanges en l'honneur de Jacques Desabie (Insee, 1989)
- Éducation et formation. L'apport de la recherche aux politiques éducatives  (coordonné avec J. Bourdon et F. Ouvrard (Éditions du CNRS, 1999)
- Les Français et leur École. Le miroir du débat. Ouvrage publié par la Commission du débat national sur l'avenir de l'École (Dunod, 2004)
- Pour la réussite de tous les élèves. Rapport de la Commission du débat national sur l'avenir de l'École (La Documentation française et Sceren-CNDP, 2004)
- Évaluer pour former. Outils, dispositifs, acteurs (coordonné avec G. Baillat, J.-M. De Ketele et L. Paquay) (De Boeck, 2008)
- Le Miroir du débat. L'expression des Calédoniens sur leur École. Ouvrage publié par la Commission du grand débat sur l'avenir de l'École calédonienne (2011)
- Quelle École pour mon pays? 60 recommandations pour la réussite de nos enfants. Rapport remis à la Présidence de la Nouvelle-Calédonie par la Commission du grand débat sur l'avenir de l'École calédonienne (2011)
- La réception de Malraux aujourd'hui (coordonné avec J. Mossuz-Lavau) (Association Amitiés internationales André Malraux, 2017)
- Malraux et l'Espagne. Réception, histoire, littérature, arts (coordonné avec Cristina Solé Castells (Association Amitiés internationales André Malraux, 2018 )
- Mémoires d'Inséé. Des statisticiens racontent... (coordonné avec Françoise Brunaud et Béatrice Touchelay). Livre électronique, IGPDE (Institut de la gestion publique et du développement économique), ministère de l'Économie et des finances, 2020